# Lewis Clinton-Baker
Sir Lewis Clinton-Baker (16 marzo 1866 – 12 dicembre 1939) è stato un ammiraglio inglese.

## Carriera
Entrò nella Royal Navy nel 1879. Prese parte al bombardamento di Alessandria nel 1882 e comandò HMS Gibraltar durante la Seconda guerra boera. Fu promosso a comandante il 1 gennaio 1901 e comandò la HMS Berwick dal 1908.
Prestò servizio nella prima guerra mondiale come capitano della HMS Hercules, che comandò nella battaglia dello Jutland nel 1916, e poi come capitano della HMS Benbow.
Divenne secondo in comando della Second Battle Squadron nel 1919 e Comandante in Capo dell'East Indies Station nel 1921. Nel 1920 sposò Rosa Agnes Henderson. Nel 1925 è stato nominato ammiraglio e nel 1927 si ritirò.